# パリシイ族

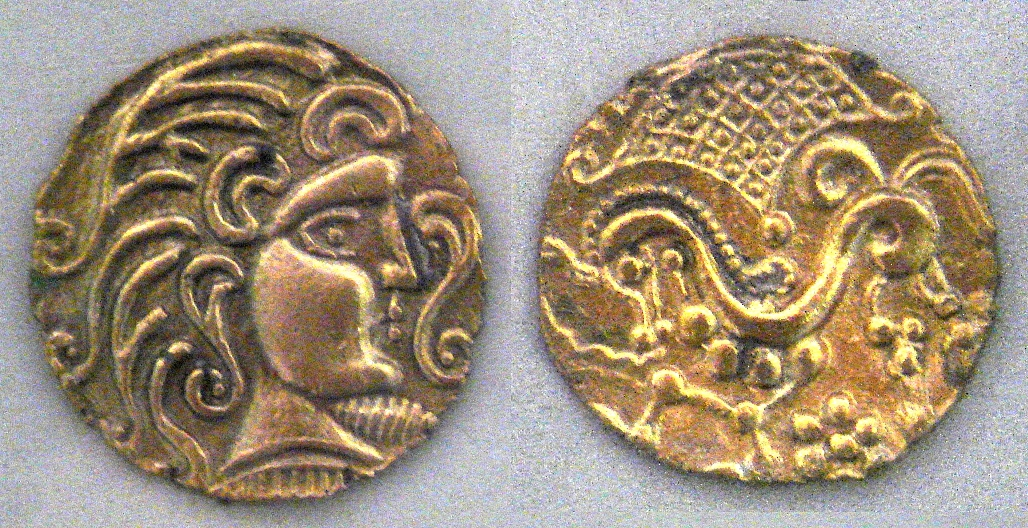
紀元前1世紀のパリシイ族の金貨（パリ・キャビネ・デ・メダイユ - 国立図書館メダル陳列室）

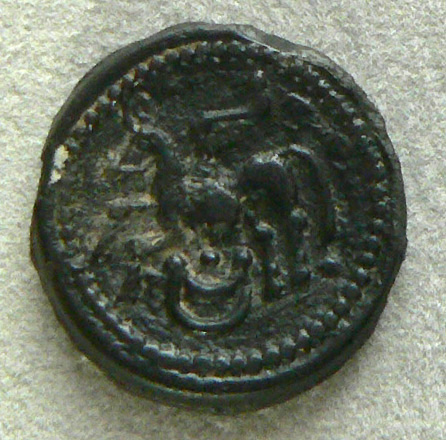
紀元前1世紀のパリシイ族の硬貨：馬が描かれている表面（パリ・キャビネ・デ・メダイユ）

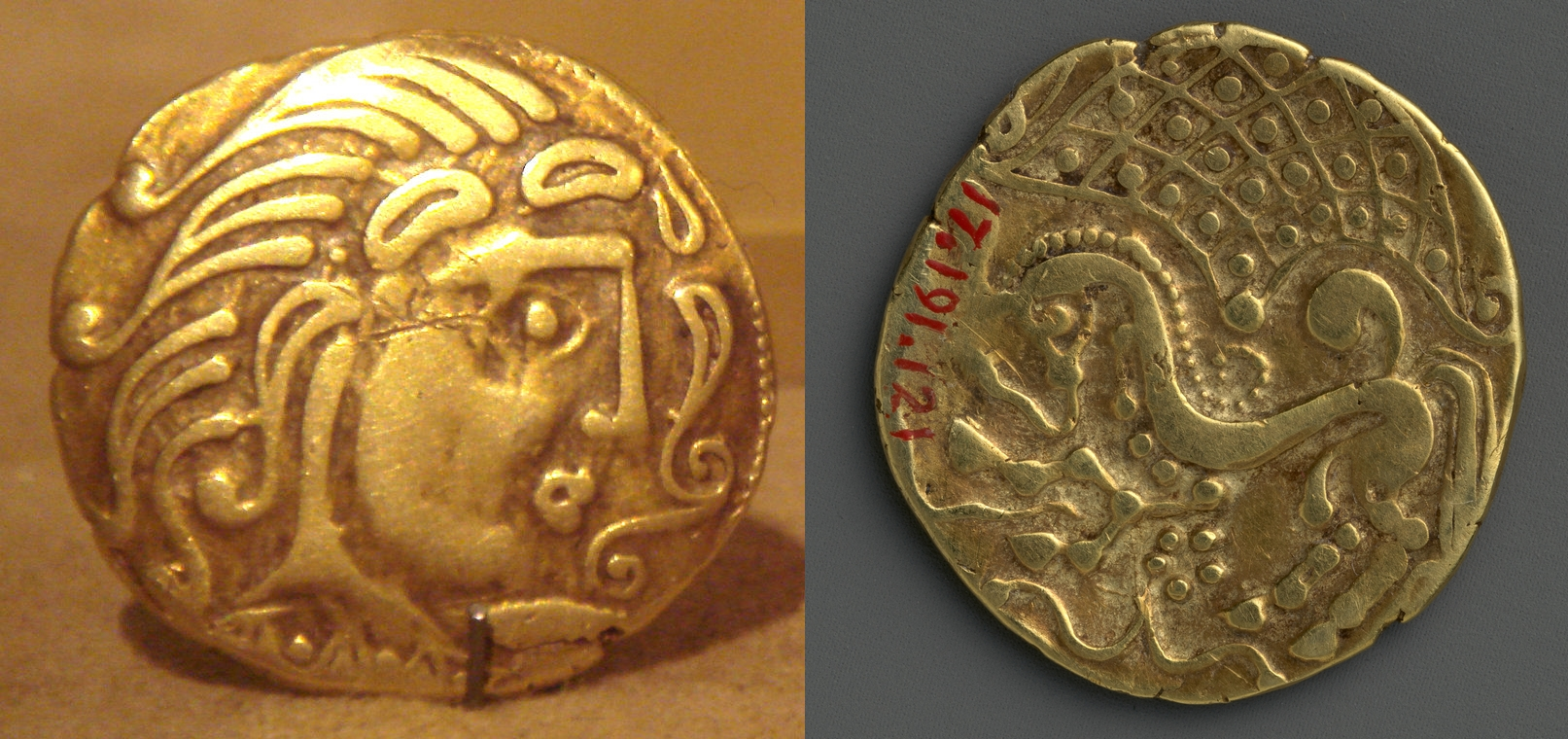
パリシイ族の硬貨（ニューヨーク・メトロポリタン美術館）

パリシイ族（Parisii、別名：Quarisii）とは、鉄器時代のケルト民族の1つである。紀元前3世紀中頃からローマ時代までガリア地方のセーヌ（ラテン語：Sequana）河岸に住んでいた。紀元前52年、パリシイ族はスエシオネス族（Suessiones）と共にカエサルに対するウェルキンゲトリクスの反乱に協力した（ガリア戦争）。
彼らの代表的なオピドゥム（oppidum、城壁町）は、ルテティア・パリシオルム（ルテティア）にあった。ルテティアはローマのガリア・ルグドゥネンシス属州における重要な都市となり、最終的には現代のパリとなった。
バリー・カンリフ（Barry Cunliffe） は『ブリテンの鉄器時代共同体』（1974年）p.45 の中で、プトレマイオスの記述に基づき、ナンテール-パリ地域のパリシイ族とブリテン（イギリス）に移住したパリシイ族とを区別している。